# Risque industriel dans les Bouches-du-Rhône
Le risque industriel dans les Bouches-du-Rhône est la combinaison de la probabilité de survenue d’un accident industriel sur le territoire du département des Bouches-du-Rhône et de ses conséquences négatives potentielles pour la santé humaine, l’environnement, les biens, dont le patrimoine culturel et l’activité économique.
Soixante-dix établissements de statut Seveso sont dénombrés dans le département : quarante-quatre de « seuil haut » et vingt-six de « seuil bas ».
Plusieurs plans de prévention des risques technologiques ont été mis en place afin de prévenir les risques aux abords de certains sites.
L'information de la population est faite via différents vecteurs. Le dossier départemental des risques majeurs (DDRM) recense à l’échelle d’un département l’ensemble des risques majeurs par commune, dont le risque industriel. Le dossier d'information communal sur les risques majeurs (DICRIM) précise au niveau communal ces risques. Il est complété par le plan communal de sauvegarde qui définit l'organisation pour y faire face. Enfin, depuis 2006, l’information des acquéreurs ou locataires doit être faite sur les risques auxquels le bien immobilier est exposé.

## Accidents industriels dans les Bouches-du-Rhône

### Typologie des risques industriels
Les générateurs de risques sont regroupés en deux familles :
- les industries chimiques produisant ou stockant des produits chimiques de base, des produits destinés à l'agroalimentaire (notamment les engrais), les produits pharmaceutiques et de consommation courante (eau de javel, etc.) ;
- les industries pétrochimiques produisant l'ensemble des produits dérivés du pétrole (essences, goudrons, gaz de pétrole liquéfié).

Tous ces établissements sont des établissements fixes qui produisent, utilisent ou stockent des produits répertoriés dans une nomenclature spécifique.
Les effets  d’un accident industriel sont rangés en trois familles :
- les effets thermiques sont liés à une combustion d'un produit inflammable ou à une explosion ;
- les effets mécaniques sont liés à une surpression, résultant d'une onde de choc (déflagration ou détonation), provoquée par une explosion. Celle-ci peut être issue d'un explosif, d'une réaction chimique violente, d'une combustion violente (combustion d'un gaz), d'une décompression brutale d'un gaz sous pression (explosion d'une bouteille d'air comprimé par exemple) ou de l'inflammation d'un nuage de poussières combustibles. Pour ces conséquences, les spécialistes calculent la surpression engendrée par l'explosion (par des équations mathématiques), afin de déterminer les effets associés (lésions aux tympans, poumons, etc.) ;
- les effets toxiques résultent de l'inhalation d'une substance chimique toxique (chlore, ammoniac, phosgène, etc.), à la suite d'une fuite sur une installation. Les effets découlant de cette inhalation peuvent être, par exemple, un œdème du poumon ou une atteinte au système nerveux.

## Connaissance du risque industriel

### Nombre de sites Seveso
La directive Seveso distingue deux types d’établissements, selon la quantité totale de matières dangereuses sur site : les établissements « Seveso seuil haut » et les établissements « Seveso seuil bas ». Les mesures de sécurité et les procédures prévues par la directive varient selon le type d’établissements (« seuil haut » ou « seuil bas »), afin de considérer une certaine proportionnalité.
Les autorités dénombrent 209 Installations classées pour la protection de l'environnement (ICPE) sous le régime de l'enregistrement et 378 sous celui de l’autorisation. Parmi celles-ci, soixante-dix relèvent du régime Seveso au 2 novembre 2019 : quarante-quatre « seuil haut » et vingt-six « seuil bas ». Ce décompte peut varier en fonction de l'évolution de l'activité des entreprises ou des efforts de réduction des risques à la source par les exploitants. Les soixante-dix sites Seveso sont les suivants :
| Nom de l'établissement                   | Commune                                            | Type d'activité                                                                                  | IPPC | Libellé seveso | Code s3ic et lien vers fiche |
| ---------------------------------------- | -------------------------------------------------- | ------------------------------------------------------------------------------------------------ | ---- | -------------- | ---------------------------- |
| Daher International                      | Arles                                              |                                                                                                  | NON  | seuil haut     | 0064.00899                   |
| Compagnie Petrochimique De Berre Sas     | Berre-l'Étang                                      | Raffinage du pétrole                                                                             | OUI  | seuil haut     | 0064.01012                   |
| Bpo -Vapo Ebd Dib                        | Berre-l'Étang                                      | Fabrication d'autres produits chimiques organiques de base                                       | OUI  | seuil haut     | 0064.01008                   |
| Compagnie Petrochimique De Berre Sas     | Berre-l'Étang                                      | Fabrication d'autres produits chimiques organiques de base                                       | OUI  | seuil haut     | 0064.01007                   |
| Lyondell Basell Services France Sas      | Berre-l'Étang                                      |                                                                                                  | NON  | seuil haut     | 0064.00988                   |
| Epc France                               | Cabriès                                            |                                                                                                  | NON  | seuil haut     | 0064.00611                   |
| Total Raffinage France                   | Châteauneuf-les-Martigues                          | Raffinage du pétrole                                                                             | OUI  | seuil haut     | 0064.01056                   |
| Societe Du Pipeline Sud-Europeen         | Fos-sur-Mer                                        |                                                                                                  | NON  | seuil haut     | 0064.01046                   |
| Fluxel                                   | Fos-sur-Mer                                        |                                                                                                  | NON  | seuil haut     | 0064.01001                   |
| Kem One France                           | Fos-sur-Mer                                        | Fabrication d'autres produits chimiques inorganiques de base n.c.a.                              | OUI  | seuil haut     | 0064.00990                   |
| Lyondell Chimie Sas                      | Fos-sur-Mer                                        | Fabrication d'autres produits chimiques organiques de base                                       | OUI  | seuil haut     | 0064.00997                   |
| Esso Raffinage Sas                       | Fos-sur-Mer                                        | Raffinage du pétrole                                                                             | OUI  | seuil haut     | 0064.01029                   |
| Arcelormittal Méditerranée               | Fos-sur-Mer                                        | Sidérurgie                                                                                       | OUI  | seuil haut     | 0064.01052                   |
| Depot Petrolier De Fos                   | Fos-sur-Mer                                        | Entreposage et stockage non frigorifique                                                         | NON  | seuil haut     | 0064.01027                   |
| Solamat Merex                            | Fos-sur-Mer                                        | Traitement et élimination des déchets dangereux                                                  | OUI  | seuil haut     | 0064.00998                   |
| Air Liquide France Industrie             | Fos-sur-Mer                                        |                                                                                                  | NON  | seuil haut     | 0064.01076                   |
| Elengy (Tonkin)                          | Fos-sur-Mer                                        | Commerce de combustibles gazeux par conduites                                                    | NON  | seuil haut     | 0064.01079                   |
| Stockage Terminal De La Crau             | Fos-sur-Mer                                        | Entreposage et stockage non frigorifique                                                         | NON  | seuil haut     | 0064.01055                   |
| Elengy (Cavaou)                          | Fos-sur-Mer                                        |                                                                                                  | NON  | seuil haut     | 0064.02139                   |
| Stogaz Marignane                         | Marignane                                          | Activités de conditionnement                                                                     | NON  | seuil haut     | 0064.00627                   |
| Wilmar France Holdings Sas               | Martigues                                          | Activités des sociétés holding                                                                   | OUI  | seuil haut     | 0064.00927                   |
| Geogaz Lavéra                            | Martigues                                          | Entreposage et stockage non frigorifique                                                         | NON  | seuil haut     | 0064.00948                   |
| Geosel Manosque                          | Martigues                                          |                                                                                                  | NON  | seuil haut     | 0064.12945                   |
| Ineos Derivatives Lavera Lpg (Idl - Lpg) | Martigues                                          |                                                                                                  | OUI  | seuil haut     | 0064.10379                   |
| Alkion Terminal Marseille                | Martigues                                          | Entreposage et stockage non frigorifique                                                         | NON  | seuil haut     | 0064.01066                   |
| Kem One France                           | Martigues                                          | Fabrication d'autres produits chimiques inorganiques de base n.c.a.                              | OUI  | seuil haut     | 0064.00942                   |
| Gazechim                                 | Martigues                                          | Fabrication de gaz industriels                                                                   | NON  | seuil haut     | 0064.00947                   |
| Total Raffinage France                   | Martigues                                          | Activités des sièges sociaux                                                                     | NON  | seuil haut     | 0064.00941                   |
| Naphtachimie                             | Martigues                                          | Fabrication d'autres produits chimiques organiques de base                                       | OUI  | seuil haut     | 0064.00955                   |
| Oxochimie                                | Martigues                                          | Fabrication d'autres produits chimiques organiques de base                                       | OUI  | seuil haut     | 0064.00956                   |
| Petroineos Manufacturing France Sas      | Martigues                                          | Raffinage du pétrole                                                                             | OUI  | seuil haut     | 0064.02211                   |
| Ineos Chemicals Lavera Lpp (Icl - Lpp)   | Martigues                                          |                                                                                                  | OUI  | seuil haut     | 0064.11266                   |
| Gca Logistics Fos                        | Port-Saint-Louis-du-Rhône                          |                                                                                                  | NON  | seuil haut     | 0064.10881                   |
| Butagaz Sas                              | Rognac                                             |                                                                                                  | NON  | seuil haut     | 0064.00978                   |
| Géosel Manosque                          | Rognac                                             |                                                                                                  | NON  | seuil haut     | 0064.12947                   |
| Cie De Distribution Des Hydrocarbures    | Rognac                                             |                                                                                                  | NON  | seuil haut     | 0064.01015                   |
| Solamat Merex                            | Rognac                                             |                                                                                                  | OUI  | seuil haut     | 0064.01013                   |
| Spur Environnement                       | Rognac                                             | Collecte des déchets dangereux                                                                   | OUI  | seuil haut     | 0064.06274                   |
| Mareva Piscines Et Filtrations           | Saint-Martin-de-Crau                               | Commerce de gros (commerce interentreprises) de produits chimiques                               | OUI  | seuil haut     | 0064.00889                   |
| Epc France                               | Saint-Martin-de-Crau                               | Fabrication de produits explosifs                                                                | NON  | seuil haut     | 0064.01428                   |
| Eurenco                                  | Saint-Martin-de-Crau                               |                                                                                                  | NON  | seuil haut     | 0064.00909                   |
| Decathlon                                | Saint-Martin-de-Crau                               | Activités des sièges sociaux                                                                     | NON  | seuil haut     | 0064.08560                   |
| Brenntag Mediterranee                    | Vitrolles                                          | Commerce de gros (commerce interentreprises) de produits chimiques                               | NON  | seuil haut     | 0064.00036                   |
| Arkema France Sa                         | Fos-sur-Mer                                        | Fabrication d'autres produits chimiques organiques de base                                       | OUI  | seuil haut     | 0064.00651                   |
| M2I Salin                                | Arles                                              | Fabrication d'autres produits chimiques inorganiques de base n.c.a.                              | OUI  | seuil bas      | 0064.01200                   |
| Sud Engrais Distribution                 | Arles                                              | Fabrication de produits azotés et d'engrais                                                      | NON  | seuil bas      | 0064.01883                   |
| Linde France S.A                         | Berre-l'Étang                                      |                                                                                                  | NON  | seuil bas      | 0064.02114                   |
| Ecoslops                                 | Châteauneuf-les-Martigues                          | Extraction de pétrole brut                                                                       | OUI  | seuil bas      | 0064.12998                   |
| Cogex                                    | Fos-sur-Mer                                        |                                                                                                  | NON  | seuil bas      | 0064.01024                   |
| Rtdh                                     | Fos-sur-Mer                                        | Traitement et élimination des déchets dangereux                                                  | OUI  | seuil bas      | 0064.01006                   |
| U Logistique (Exsysteme U)               | Grans                                              | Affrètement et organisation des transports                                                       | NON  | seuil bas      | 0064.04561                   |
| Airbus Helicopters                       | Marignane                                          | Construction aéronautique et spatiale                                                            | OUI  | seuil bas      | 0064.00589                   |
| Ineos Technologies France Sas (Itf)      | Martigues                                          |                                                                                                  | NON  | seuil bas      | 0064.11944                   |
| Biocar                                   | Martigues                                          |                                                                                                  | NON  | seuil bas      | 0064.07721                   |
| Ganaye In Stock (Ex Univar)              | Martigues                                          | Commerce de gros (commerce interentreprises) de produits chimiques                               | NON  | seuil bas      | 0064.00946                   |
| Appryl                                   | Martigues                                          | Fabrication d'autres produits chimiques organiques de base                                       | OUI  | seuil bas      | 0064.00928                   |
| Fluxel Sas                               | Martigues                                          | Services auxiliaires des transports par eau                                                      | NON  | seuil bas      | 0064.00957                   |
| Uniper France Power Sas                  | Meyreuil                                           |                                                                                                  | OUI  | seuil bas      | 0064.00023                   |
| Carlo Erba Reagents                      | Peypin                                             |                                                                                                  | NON  | seuil bas      | 0064.00790                   |
| Ortec Industrie                          | Rognac                                             |                                                                                                  | OUI  | seuil bas      | 0064.01000                   |
| Kmg Ultra Pure Chemicals Sas             | Rousset                                            |                                                                                                  | NON  | seuil bas      | 0064.00017                   |
| Stmicroelectronics Sas                   | Rousset                                            | Fabrication de composants électroniques                                                          | NON  | seuil bas      | 0064.00069                   |
| Cea Cadarache                            | Saint-Paul-lès-Durance                             | Recherche-développement en autres sciences physiques et naturelles                               | NON  | seuil bas      | 0064.00004                   |
| Aqualux Sas                              | Saint-Rémy-de-Provence                             | Commerce de gros (commerce interentreprises) d'appareils sanitaires et de produits de décoration | NON  | seuil bas      | 0064.12805                   |
| Carrefour Supply Chain                   | Salon-de-Provence                                  |                                                                                                  | NON  | seuil bas      | 0064.01067                   |
| Fibre Excellence Tarascon                | Tarascon                                           | Activités des sièges sociaux                                                                     | OUI  | seuil bas      | 0064.00874                   |
| Air Liquide                              | Vitrolles                                          | Fabrication de gaz industriels                                                                   | NON  | seuil bas      | 0064.00026                   |
| Cerexagri Sa                             | Saint-Martin-de-Crau                               | Fabrication de pesticides et d'autres produits agrochimiques                                     | NON  | seuil bas      | 0064.00650                   |
| Protec Metaux Arenc                      | Vitrolles                                          |                                                                                                  | OUI  | seuil bas      | 0064.00776                   |
| Geosel Manosque                          | Plateforme de la Mède (Châteauneuf-les-Martigues ) |                                                                                                  | NON  | seuil bas      | 0064.12948                   |

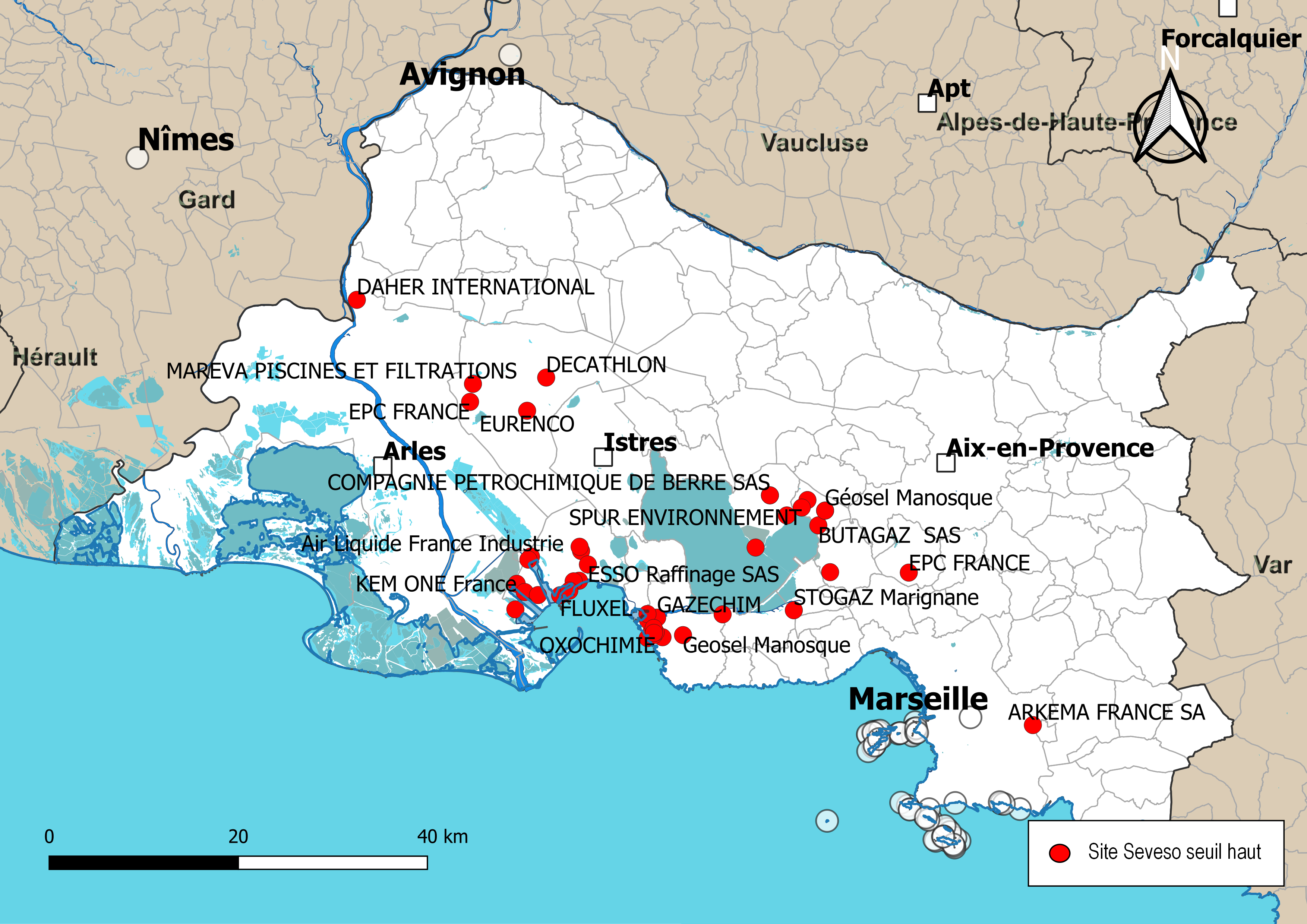
Carte des sites « Seveso seuil haut ».
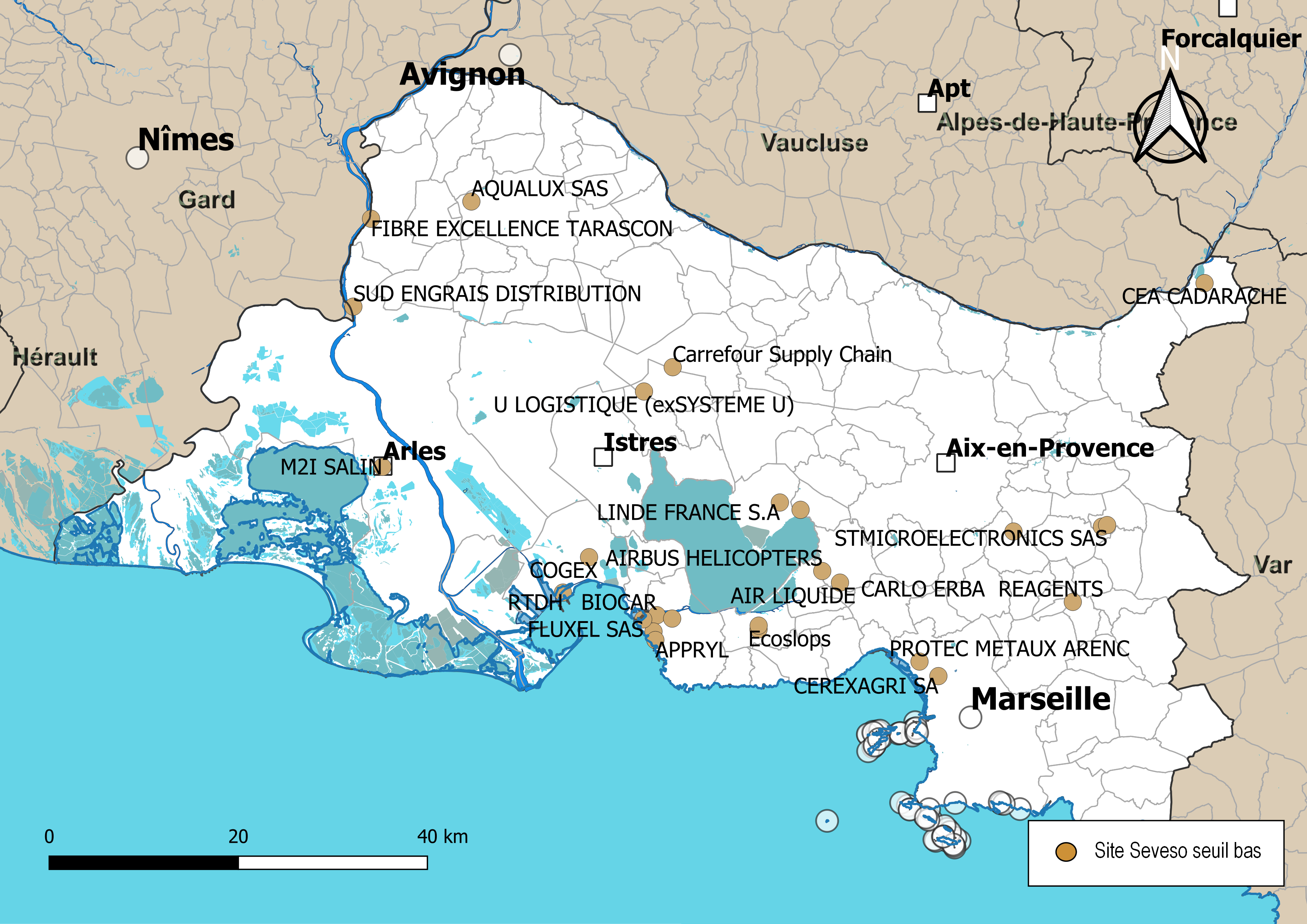
Carte des sites « Seveso seuil bas ».

### Nombre de sites émettant des polluants
L’approche intégrée de la réduction de la pollution des installations classées consiste à réduire si ce n’est éviter les émissions dans l’air, l’eau, le sol, en prenant en compte également la gestion des déchets afin d’atteindre un haut niveau de protection de l’environnement dans son ensemble. Ce principe est valable en France pour toutes les installations classées. Il existe dans le département des Bouches-du-Rhône 87 établissements rejetant des polluants relevant de la directive européenne no 2010/75/UE du 24 novembre 2010 relative aux émissions industrielles (prévention et réduction intégrées de la pollution), dite directive IED, se répartissant sur 34 communes.

## Gestion du risque industriel

### Plans de prévention des risques technologiques (PPRT)
Conformément à la loi, tout établissement « Seveso seuil haut » met en œuvre un plan de prévention des risques technologiques (PPRT) ; il vise à résoudre les situations difficiles en matière d'urbanisme héritées du passé et à mieux encadrer l'urbanisation future. L'exploitant met en œuvre toutes les mesures de sécurité envisageables pour atteindre un niveau de risque aussi bas que possible, compte tenu de l'état des connaissances et des pratiques et de la vulnérabilité de l'environnement de l'établissement : on parle de réduction du risque à la source. Le PPRT comporte des dispositions pour les constructions exposées au risque. Les PPRT en vigueur dans les Bouches-du-Rhône sont les suivants :
TABLEAU PPRT

### Information préventive des populations
Le droit à l'information générale sur les risques majeurs s'applique. Chaque citoyen doit prendre conscience de sa propre vulnérabilité face aux risques et pouvoir l'évaluer pour la minimiser. Pour cela il faut se tenir informé sur la nature des risques qui menacent, ainsi que sur les consignes de comportement à adopter en cas d'événement (mairie, services de l'État). Les populations riveraines des sites classés Seveso AS doivent recevoir tous les cinq ans une information spécifique financée par les exploitants, sous contrôle du préfet. Cette campagne, généralement appelée campagne PPI, doit notamment porter sur la nature du risque, les moyens de prévention mis en place, ainsi que sur les consignes à adopter.

### Organisation de crise

#### Acteurs
En cas de crise grave, les acteurs compétents pour la mise en œuvre des secours sont  :
- l’industriel, qui dispose, pour tout incident ou accident circonscrit à l’établissement, de son Plan d’opération interne (POI) pour organiser le premier niveau de réponse face à l’évènement[12] ;
- le préfet, qui élabore le Plan particulier d'intervention (PPI) pour faire face à un sinistre dont les conséquences dépassent les limites de l’établissement[13]. Le préfet est alors directeur des opérations de secours. La finalité de ce plan de secours est de protéger la population voisine des effets du sinistre. Ce plan, annexé au dispositif ORSEC départemental, définit le rôle de chacun des acteurs du risque majeur en cas d’accident grave. Le PPI est obligatoire pour tous les établissements classés Seveso « seuil haut »[12] ;
- le maire qui, au niveau communal, est détenteur des pouvoirs de police et a la charge d’assurer la sécurité de la population. À cette fin, il prend les dispositions lui permettant de gérer la crise. En complément du secours aux personnes, le Plan communal de sauvegarde (PCS), quand il existe, permet au maire d’assurer le soutien et la sauvegarde de la population.

#### Alerte des populations
En cas de phénomène naturel ou technologique majeur, la population est avertie par un signal d’alerte, identique pour tous les risques et pour tout le territoire national (sauf en cas de rupture de barrage). Ce signal est émis par les sirènes du système d'alerte et d'information des populations (SIAP). Les entreprises Seveso possèdent leur propre système d'alerte. Le déclenchement de l'alerte est décidé par le Préfet. Par ailleurs les moyens mobiles d'alerte (EMA) peuvent être utilisés de manière ciblée afin de compléter les mesures réalisées.

#### Consignes à appliquer en cas de crise
Les consignes données par la préfecture en cas de déclenchement des sirènes d'alerte à la suite d'un accident industriel sont les suivantes, :
- enfermez-vous : Entrez dans la maison ou le local le plus proche  (si le nuage toxique vient vers vous, fuyez selon un axe perpendiculaire au vent). Un bâtiment constitue un écran efficace (sous réserve de se protéger des éclats de verre) entre vous-même et d'éventuels gaz toxiques. Il vous protège également contre les très fortes températures émises par une explosion ou un incendie. La rue constitue, par contre, le lieu le plus exposé aux dangers. Par ailleurs, des rues dégagées facilitent l'intervention des secours. Ne tentez donc pas de rejoindre vos proches. N'allez pas chercher vos enfants à l'école, ils y sont pris en charge ;
- fermez portes et fenêtres : Obstruez soigneusement toutes les ouvertures. Arrêtez les ventilations. Un local bien clos ralentit considérablement la pénétration des toxiques. En cas de picotements ou d'odeurs fortes, respirez à travers un mouchoir mouillé. Évitez toute flamme ou étincelle. Ne fumez pas. Se laver en cas d’irritation et si possible se changer. Ne pas manger et ne pas boire de produits non conditionnés ;
- écoutez France Bleu : En cas d'alerte, son antenne est mise à disposition de la préfecture afin de permettre la diffusion de messages à la population. Vous serez ainsi informé de la nature du danger et de l'évolution de la situation. Cette radio vous indiquera les consignes complémentaires à suivre pour mieux vous protéger. Ne téléphonez pas. Les lignes téléphoniques doivent rester à la disposition des secours. Tous les renseignements utiles vous seront fournis par la radio. D'autres radios sont conventionnées pour diffuser les messages d'alerte et d'information : France Inter, NRJ, RCF… Renseignez-vous auprès de la préfecture pour connaître leurs fréquences en fonction des secteurs concernés.

Respectez ces consignes jusqu'à la fin de l'alerte signalée par la sirène (son continu de 30 secondes) et confirmée par la radio. Aérer alors le local de confinement.